# Pseudotriccus simplex
El tiranuelo simple (Pseudotriccus simplex), también denominado tirano-pigmeo de frente avellanada (en Perú) o atrapamoscas pigmeo castaño, es una especie de ave paseriforme de la familia Tyrannidae  perteneciente al género Pseudotriccus. Es nativo de la región andina del centro oeste de América del Sur.

## Distribución y hábitat
Se distribuye por el sureste de Perú (Madre de Dios, Puno) y noroeste de Bolivia (La Paz, Cochabamba).
Esta especie es considerada poco común y local en su hábitat natural: el sotobosque y los bordes de selvas subtropicales y tropicales montanas entre los 1300 y los 2500 m de altitud.

## Sistemática

### Descripción original
La especie P. simplex fue descrita por primera vez por el ornitólogo alemán Hans von Berlepsch en 1901 bajo el nombre científico Caenotriccus simplex; su localidad tipo es: «Sandillani, 2500 m (Yungas), Bolivia».

### Etimología
El nombre genérico masculino «Pseudotriccus» se compone de las palabras del griego «ψευδος pseudos»: ‘falso’, y «τρικκος trikkos»: ‘pequeño pájaro no identificado;’ en ornitología, triccus significa «atrapamoscas tirano»; y el nombre de la especie «simplex», proviene del latín y significa ‘simple’, ‘liso’.

### Taxonomía
Se especuló que podría ser conespecífico con Pseudotriccus pelzelni, pero difieren en su tamaño mucho menor, la frente y los lados de la cabeza de color rufo apagado y no oliva grisáceo; las listas de las alas más nítidas; y los flancos y el pecho de color rufo oliva más rico. Es monotípica.